# Heinz Truschkowski
Joachim Heinrich (Heinz) Truschkowski (* 6. Juli 1922 in Marienburg) ist ein deutscher Architekt und Verwaltungsbeamter.

## Leben
Heinz Truschkowski absolvierte von 1939 bis 1941 eine Lehre als Betonbauer und besuchte anschließend die Staatsbauschule (Staatliche Baugewerkschule) in Essen. Er leistete Reichsarbeitsdienst, nahm dann als Soldat am Zweiten Weltkrieg teil und geriet zuletzt in Gefangenschaft. Nach seiner Rückkehr aus der Kriegsgefangenschaft setzte er seine Ausbildung in Essen fort und absolvierte von 1948 bis 1951 ein Architekturstudium an der Technischen Hochschule Aachen. Danach trat er als Regierungsbaureferendar in den öffentlichen Dienst ein, bestand 1954 das Examen als Diplom-Ingenieur und war im Folgejahr beim Staatshochbauamt in Düsseldorf beschäftigt, zuletzt als Regierungsbauassessor. 1956 wechselte er als Städtischer Baurat nach Bielefeld. Von 1960 bis 1967 war er als Oberbaudirektor in Duisburg tätig.
Truschkowski wirkte seit 1967 als Ministerialdirigent im Ministerium für Wohnungsbau und öffentliche Arbeiten des Landes Nordrhein-Westfalen, wechselte 1970 kurzzeitig ins Innenministerium und amtierte von 1970 bis zu seinem Eintritt in den Ruhestand am 12. Juni 1974 als Staatssekretär im Ministerium für Wirtschaft, Mittelstand und Verkehr des Landes Nordrhein-Westfalen.